# 黃煚隆
黃煚隆（1963年09月20日—）綽號「阿斗」，臺灣棒球選手與教練，曾經效力於中華職棒味全龍，守備位置為外野手，曾為中信鯨守備教練、興農牛外野教練、義大犀牛首席教練兼代理總教練、味全龍一軍外野教練，其胞弟為前時報鷹球員黃俊傑。

## 職棒生涯成績

### 中華職棒
| 年度 | 球隊   | 出賽 | 打數 | 安打 | 全壘打 | 打點 | 得分 | 盜壘 | 四死 | 被三振 | 壘打數 | 雙殺打 | 打擊率 | 上壘率 | 長打率 | 整體攻擊指數 |
| ---- | ------ | ---- | ---- | ---- | ------ | ---- | ---- | ---- | ---- | ------ | ------ | ------ | ------ | ------ | ------ | ------------ |
| 1990 | 味全龍 | 85   | 311  | 87   | 3      | 32   | 53   | 8    | 34   | 34     | 119    | 8      | 0.280  | 0.350  | 0.383  | 0.733        |
| 1991 | 味全龍 | 86   | 318  | 79   | 5      | 35   | 37   | 7    | 8    | 47     | 115    | 5      | 0.248  | 0.265  | 0.362  | 0.627        |
| 1992 | 味全龍 | 85   | 273  | 71   | 3      | 26   | 29   | 6    | 22   | 19     | 91     | 5      | 0.260  | 0.311  | 0.333  | 0.644        |
| 1993 | 味全龍 | 78   | 230  | 69   | 1      | 20   | 26   | 7    | 9    | 15     | 92     | 3      | 0.300  | 0.326  | 0.400  | 0.726        |
| 1994 | 味全龍 | 57   | 203  | 59   | 4      | 26   | 28   | 0    | 12   | 23     | 85     | 2      | 0.291  | 0.330  | 0.419  | 0.749        |
| 1995 | 味全龍 | 94   | 322  | 79   | 0      | 43   | 30   | 5    | 37   | 37     | 102    | 12     | 0.245  | 0.320  | 0.317  | 0.637        |
| 1996 | 味全龍 | 81   | 233  | 61   | 0      | 24   | 29   | 4    | 19   | 17     | 75     | 9      | 0.262  | 0.314  | 0.322  | 0.636        |
| 1997 | 味全龍 | 85   | 291  | 73   | 5      | 34   | 47   | 14   | 41   | 37     | 105    | 8      | 0.251  | 0.341  | 0.361  | 0.702        |
| 1998 | 味全龍 | 99   | 347  | 123  | 1      | 47   | 44   | 13   | 39   | 24     | 150    | 6      | 0.354  | 0.414  | 0.432  | 0.846        |
| 1999 | 味全龍 | 72   | 222  | 67   | 1      | 23   | 35   | 8    | 28   | 22     | 84     | 9      | 0.302  | 0.378  | 0.378  | 0.756        |
| 合計 | 10年   | 822  | 2750 | 768  | 23     | 310  | 358  | 72   | 249  | 275    | 1018   | 67     | 0.279  | 0.337  | 0.370  | 0.707        |

### 總教練時期
| 年度   | 球隊     | 出賽 | 勝場 | 敗場 | 和場 | 勝率  | 勝差 | 備註                           |
| 2004年 | 中信鯨   | 15   | 7    | 7    | 1    | 0.500 | －   | 因徐生明開刀住院而代理15場比賽 |
| 2013年 | 義大犀牛 | 6    | 3    | 3    | 0    | 0.500 | －   | 因徐生明驟逝而代理總教練       |
| 合計   | 2年      | 21   | 10   | 10   | 1    | 0.500 |      |                                |

- 成績累績至2013年9月12日

## 生涯
2013年8月24日，原義大犀牛隊的總教練徐生明於對兄弟象隊比賽結束後，在家中突因心肌梗塞逝世，因此由首席教練黃煚隆代理其職務，直至曾智偵接掌兵符為止。
2014年1月20日至7月，義大球團將其調至義守大學棒球隊擔任總教練一職。
2015年，擔任臺北市成棒隊的打擊教練。
2019年4月17日，味全龍重返中職，擔任外野教練。
2021年2月1日，擔任味全龍二軍總教練。
2021年8月至2022年12月 中華職棒味全龍隊二軍外野教練
2023年1月至8月 中華職棒味全龍隊外野教練
2023年8月至2025年1月 中華職棒味全龍隊二軍外野教練
2025年2月 開始擔任中華職棒味全龍隊管理，協助球團棒球事務，致力強化球隊紀律管理與輔導，同時分享傳承職棒球員生涯經驗。

## 經歷
- 台中縣烏日國小少棒隊 （台中市隆昇少棒隊）
- 台中市東峰國中青少棒隊
- 台北市華興中學青棒隊
- 台北縣輔仁大學棒球隊（榮工）
- 陸光棒球隊
- 中華職棒味全龍（1990年－1999年）
- 台灣大聯盟年代雷公（2000年）
- 台灣大聯盟誠泰太陽守備教練
- 中華職棒中信鯨守備教練（2004年－2008年）
- 中華職棒中信鯨代理總教練（2004年，因總教練徐生明開刀缺賽而代理）
- 中華職棒興農牛外野教練（2009年－2010年）
- 中華職棒興農牛二軍總教練（2010年1月11日－2010年11月23日）
- 台北市陽明中學青棒隊教練（2011年）
- 台北市育達商職體育老師
- 中華職棒義大犀牛首席教練（2012年12月24日－2014年1月20日）
- 中華職棒義大犀牛兼任外野教練（2012年12月24日－2013年1月31日）
- 中華職棒義大犀牛代理總教練（2013年8月25日－2013年9月12日）
- 高雄市義守大學總教練（2014年1月20日－2014年7月）
- 中華職棒義大犀牛二軍總教練（2014年7月－2015年1月）
- 臺北市成棒隊（興富發）打擊教練（2015年2月9日－2018年2月）
- 中華職棒味全龍外野教練（2019年4月－）
- 中華職棒味全龍二軍總教練（2021年1月－）

## 事件
2013年9月5日，在新竹棒球場(4局下)林晨樺對上兄弟象隊時被抓投手犯規，而上前去和主審布萊恩爭論，因為布萊恩認為已經解釋清楚且黃煚隆停留時間過久，被驅逐出場而用身體頂撞布萊恩，然而布萊恩卻用手掐了黃煚隆的脖子，此舉動卻造成諸多球迷的反彈聲浪。
2013年9月6日，之後的3場比賽則由馮勝賢暫代總教練一職。
2019年4月15日，黃煚隆等教練團成員到頂新辦公室拍攝影片，黃煚隆為味全龍復活後教練團成員之一。

## 註解
1. ↑  「煚」，拼音：，注音：，音同「迥」

## 外部連結
- 黃煚隆在台灣棒球維基館上的頁面（繁體中文）
- 黃煚隆在中華職棒官網
- 黃煚隆在Baseball-Reference.com（小聯盟以及海外聯盟）（英语）
- 黃煚隆在Olympedia（英语）

| 前任： 李坤哲 | 中華職棒最佳進步獎 1998年               | 繼任： 吳俊億 |
| 前任： 羅得   | 中華職棒最佳十人獎(外野手) 1998年       | 繼任： 黃甘霖 |
| 前任： 賈西   | 中華職棒總冠軍賽優秀球員獎(勝方) 1998年 | 繼任： 金德七 |
| 前任： 許聖杰 | 中華職棒總冠軍賽最有價值球員獎 1999年   | 繼任： 羅敏卿 |

| 體育角色                   | 體育角色                                                        | 體育角色                   |
| -------------------------- | --------------------------------------------------------------- | -------------------------- |
| 中華職棒                   |                                                                 |                            |
| 前任： 徐生明 馮勝賢(暫代) | 義大犀牛總教練 2013年8月25日—2013年9月5日 2013年9月10日–9月12日 | 繼任： 馮勝賢(暫代) 曾智偵 |